# Miki Kodama
Miki Kodama (* 21. November 1996) ist eine japanische Skilangläuferin.

## Werdegang
Kodama, die für die Nihon University startet, lief sie im Dezember 2012 in Otoineppu ihre ersten Rennen im Far-East-Cup. Dabei belegte sie den 39. Platz über 5 km Freistil und den 37. Rang über 5 km klassisch. Bei den Juniorenweltmeisterschaften 2016 in Râșnov kam sie auf den 64. Platz im Sprint, auf den 47. Rang über 10 km Freistil und auf den 41. Platz über 5 km klassisch. Zu Beginn der Saison 2017/18 startete sie in Davos erstmals im Weltcup und errang dabei den 80. Platz über 10 km Freistil. Im weiteren Saisonverlauf gewann sie mit sieben Top-Zehn-Platzierungen, darunter drei dritte Plätze, die Gesamtwertung des Far-East-Cups und belegte beim Weltcupfinale in Falun den 61. Platz. Bei den U23-Weltmeisterschaften 2018 in Goms kam sie auf den 47. Platz im Sprint, auf den 42. Rang über 10 km klassisch und auf den 32. Platz im Skiathlon. Nach Platz 56 beim Lillehammer Triple zu Beginn der Saison 2018/19, siegte sie beim Far-East-Cup in Otoineppu über 5 km Freistil und in Sapporo über 10 km Freistil. Zudem erreichte sie jeweils einmal den zweiten und dritten Platz und erreichte damit den zweiten Platz in der Gesamtwertung des Far-East-Cups. Bei den U23-Weltmeisterschaften 2019 in Lahti belegte sie den 60. Platz im Sprint, den 28. Rang im 15-km-Massenstartrennen und den 20. Platz über 10 km Freistil. Beim Saisonhöhepunkt, den Nordischen Skiweltmeisterschaften 2019 in Seefeld in Tirol, lief sie auf den 42. Platz im 30-km-Massenstartrennen und auf den 14. Rang mit der Staffel. Bei der Winter-Universiade im März 2019 in Krasnojarsk wurde sie Fünfte im 15-km-Massenstartrennen und holte mit der Staffel die Silbermedaille. In der Saison 2020/21 wurde sie japanische Meisterin im 5-km-Massenstartrennen und belegte bei den Nordischen Skiweltmeisterschaften 2021 in Oberstdorf über 10 km Freistil sowie im Skiathlon jeweils den 42. Platz, im 30-km-Massenstartrennen den 39. Rang sowie mit der Staffel den zehnten Platz. In der folgenden Saison erreichte sie mit zwei dritten Plätzen und je einen zweiten und ersten Platz, den dritten Platz in der Gesamtwertung des Far-East-Cups. Bei den Olympischen Winterspielen 2022 in Peking lief sie auf den 52. Platz im Skiathlon, auf den 50. Rang im 30-km-Massenstartrennen und auf den 11. Platz mit der Staffel.

## Siege bei Continental-Cup-Rennen
| Nr. | Datum             | Ort       | Disziplin        | Serie        |
| --- | ----------------- | --------- | ---------------- | ------------ |
| 1.  | 27. Dezember 2018 | Otoineppu | 5 km Freistil    | Far East Cup |
| 2.  | 8. Januar 2019    | Sapporo   | 10 km Freistil   | Far East Cup |
| 3.  | 10. Januar 2022   | Sapporo   | Sprint klassisch | Far East Cup |

## Teilnahmen an Weltmeisterschaften und Olympischen Winterspielen

### Olympische Spiele
- 2022 Peking: 11. Platz Staffel, 50. Platz 30 km Freistil Massenstart, 52. Platz 15 km Skiathlon

### Nordische Skiweltmeisterschaften
- 2019 Seefeld in Tirol: 14. Platz Staffel, 42. Platz 30 km Freistil Massenstart
- 2021 Oberstdorf: 10. Platz Staffel, 39. Platz 30 km klassisch Massenstart, 42. Platz 10 km Freistil, 42. Platz 15 km Skiathlon
- 2023 Planica: 39. Platz 10 km Freistil, 41. Platz 30 km klassisch Massenstart